# Liste der Nummer-eins-Hits in Norwegen (1983)
Diese Liste enthält alle Nummer-eins-Hits in Norwegen im Jahr 1983. Es gab in diesem Jahr zwölf Nummer-eins-Singles und 13 Nummer-eins-Alben.
| Singles | Alben |
| --- | --- |
| - F. R. David – Words - 13 Wochen (48/1982 – 8/1983) - Renée and Renato – Save Your Love - 6 Wochen (9/1983 – 14/1983) - David Bowie – Let’s Dance - 6 Wochen (15/1983 – 20/1983) - Carola Häggkvist – Främling - 1 Woche (21/1983) - Bonnie Tyler – Total Eclipse of the Heart - 5 Wochen (22/1983 – 26/1983) - Agnetha Fältskog – The Heat Is On - 2 Wochen (27/1983 – 28/1983) - Mike Oldfield – Moonlight Shadow - 6 Wochen (29/1983 – 34/1983) - Irene Cara – Flashdance... What a Feeling - 4 Wochen (35/1983 – 38/1983) - Monroes – Sunday People - 5 Wochen (39/1983 – 43/1983) - Paul McCartney & Michael Jackson – Say, Say, Say - 5 Wochen (44/1983 – 48/1983) - Culture Club – Karma Chameleon - 1 Woche (49/1983) - Tracey Ullman – They Don’t Know - 8 Wochen (50/1983 – 5/1984) | - Dionne Warwick – Heartbreaker - 9 Wochen (45/1982 – 1/1983) - F. R. David – Words - 10 Wochen (2/1983 – 11/1983) - Men At Work – Business As Usual - 1 Woche (12/1983) - Pink Floyd – The Final Cut - 4 Wochen (13/1983 – 16/1983) - David Bowie – Let’s Dance - 4 Wochen (17/1983 – 20/1983) - Bonnie Tyler – Faster Than The Speed Of Night - 6 Wochen (21/1983 – 26/1983) - Agnetha Fältskog – Wrap Your Arms Around Me - 5 Wochen (27/1983 – 31/1983) - Mike Oldfield – Crises - 2 Wochen (32/1983 – 33/1983) - Flashdance (Soundtrack) - 7 Wochen (34/1983 – 40/1983) - Monroes – Sunday People - 4 Wochen (41/1983 – 44/1983) - Bob Dylan – Infidels - 1 Woche (45/1983) - Paul McCartney – Pipes of Peace - 6 Wochen (46/1983 – 51/1983) - Jahn Teigen & Anita Skorgan – Cheek To Cheek - 7 Wochen (52/1983 – 6/1984) |
| | |

Siehe auch: Nummer-eins-Hits 1983 in  Australien, Belgien, Deutschland, Finnland, Frankreich, Irland, Italien, Japan, Kanada, Neuseeland, den Niederlanden, Österreich, Schweden, der Schweiz, Spanien, den Vereinigten Staaten und im Vereinigten Königreich.